# Rhytisma monticulum
Rhytisma monticulum är en korallart som först beskrevs av Verseveldt 1982.  Rhytisma monticulum ingår i släktet Rhytisma och familjen Alcyonidae. Inga underarter finns listade i Catalogue of Life.